# 13911 Stempels
13911 Stempels este o planetă minoră (asteroid), cu un diametru de 3,169 km, din centura de asteroizi. A fost descoperită pe 22 august 1979 la Observatorul La Silla de Claes-Ingvar Lagerkvist⁠(d). 
Obiectul prezintă o orbită caracterizată de o semiaxă mare de 2,3539995 UAi, o excentricitate de 0,17, o înclinație de 1,33651 ° în raport cu ecliptica.